# Hendrikus Smeets
Hendrikus Marie Gerardus Smeets, (Heerlen, Países Baixos, 22 de outubro de 1960 — Roermond, Países Baixos, 20 de dezembro de 2023) foi um prelado holandês da Igreja Católica e bispo de Roermond.

## Vida
Hendrikus Smeets obteve mestrado em literatura holandesa na Universidade de Utreque em 1985 e depois estudou filosofia e teologia no seminário da Abadia de Rolduc. Recebeu o sacramento da ordenação sacerdotal pela Diocese de Roermond em 13 de junho de 1992.
Ele foi capelão em Weert-Boshoven de 1991 a 1994 e em Thorn e Maasgouw de 1994 a 1997. De 1997 a 2003, foi pároco em uma paróquia de Maastricht. Em 2015, também foi nomeado cônego da catedral e membro da comissão diocesana para a nomeação dos padres e diáconos da diocese.
O Papa Francisco o nomeou Bispo de Roermond em 10 de outubro de 2018. O bispo de Roterdã e presidente da Conferência Episcopal Holandesa, Hans van den Hende, o consagrou bispo em 8 de dezembro do mesmo ano na Catedral de São Cristóvão em Roermond. Os co-consagradores foram seu antecessor Frans Wiertz e Everardus Johannes de Jong, bispo auxiliar de Roermond.
Smeets esteve envolvido em vários projetos sociais na Terra Santa. Em 2010, foi nomeado cavaleiro pelo Cardeal Grão-Mestre John Patrick Foley e, em 2019, foi feito Cavaleiro da Grã-Cruz da Ordem Equestre do Santo Sepulcro de Jerusalém pelo Cardeal Grão-Mestre Edwin Frederick O'Brien.
Em 10 de agosto de 2023, o Papa Francisco aceitou a sua renúncia por motivos de saúde. Smeets morreu em 20 de dezembro de 2023, aos 63 anos, em Roermond, devido aos efeitos de um tumor cerebral diagnosticado em 2021.